# Good Lovin'
"Good Lovin" é uma canção do rapper estadunidense Ludacris, com vocais do cantor compatriota Miguel. A canção foi lançada 15 de dezembro de 2014 como o primeiro single de seu EP "Burning Bridges". A faixa foi produzida por Da Internz.

## Antecedentes
A faixa foi disponibilizada de forma digital em 31 de outubro de 2014, antes de seu lançamento oficial no Google Play e mais tarde, iTunes.

## Desempenho nas paradas
| Paradas (2014-15)                                        | Melhor posição |
| -------------------------------------------------------- | -------------- |
| Estados Unidos (Billboard Hot 100)                       | 91             |
| Estados Unidos (Billboard R&B/Hip-Hop Songs)             | 30             |
| Estados Unidos (Billboard Hot R&B/Hip-Hop Airplay)       | 18             |
| Estados Unidos (Billboard Hot R&B/Hip-Hop Digital Songs) | 26             |
| Estados Unidos (Billboard Hot Rap Songs)                 | 21             |
| Estados Unidos (Billboard Rhythmic)                      | 16             |